# Isabel Arvide
María Isabel Arvide Limón (Ciudad de México, 12 de noviembre de 1951) es una periodista, escritora  y analista política y militar mexicana que se ha destacado por su trabajo político y social. Ha colaborado para los principales diarios de circulación nacional y estatal. Es asesora de gobiernos estatales en materia de seguridad. 
Ganadora del Premio Nacional de Periodismo en 1984, siendo la primera mujer en obtenerlo por un artículo de opinión. 
En 1980 fue corresponsal de guerra en Bagdad durante la Guerra entre Irán e Irak. Es fundadora del blog de información militar Estado Mayor.
Es conocida por sus comentarios políticos críticos. Ha publicado novela, poesía erótica, crónica y entrevistas. Es considerada a nivel nacional como la decana de la fuente de información militar, cuya información ha cubierto desde 1982, así como una de las primeras mujeres que han escrito sobre política en México. Fue columnista del los principales diarios de la Organización Editorial Mexicana, con su columna de análisis "Sin Gafete" en primera plana hasta 2019.
Actualmente de desempeña como  Cónsul de México en Estambul desde el 1 de agosto de 2020.

## Inicios de su carrera profesional
Desde 1976 inició su carrera periodística en la redacción general del periódico  Excélsior, donde permaneció hasta mediados de 1977 para ingresar a trabajar al diario El Sol de México para escribir sobre temas políticos y hacer entrevistas.
En 1979 quedó como finalista en el Premio Nacional de Poesía, Francisco González de León, otorgado por el Instituto Nacional de Bellas Artes.
En 1988 fue Titular de la Coordinación General de Comunicación Social del Gobierno de Chiapas, en el gobierno del General Absalón Castellanos Domínguez.
En 1988 fue designada como Presidenta de los Consejos de Administración de Grupo Editorial Siete y Editorial Casablanca, teniendo bajo su responsabilidad la publicación de la Revista 7Cambio.
De 1988 y hasta 1994 fue nombrada Directora del Diario SUMMA de Televisa, de donde saldría en un acto de censura por el encabezado presentado el 1 de diciembre de 1994, "Decepcionó el Gabinete".
En 2008 trabajó como coordinadora de un modelo de seguridad en el estado de Coahuila, durante el gobierno de Humberto Moreira, denominado Modelo Coahuila que ponía en manos de militares en situación de retiro las direcciones municipales de seguridad bajo la supervisión de la Jefatura de la Región Militar.
En 2011 fue nombrada Jefa de Asesores del Secretario en la Secretaría de Seguridad Pública de Quintana Roo, durante el gobierno de Roberto Borge.

## Controversias

### Demanda por difamación de Sasha Montenegro
En 1997 publicó el artículo "A mí también me da pena" donde llama a Sasha Montenegro, actriz y esposa del expresidente José López Portillo, «Encueratriz venida a menos», por el cual fue demandada por la actriz. En este caso hubo tres demandas las cuales perdió, siendo obligada a pagar cerca de cinco millones de pesos por difamación y calumnias a Montenegro.

### Audios, maltrato a personal consular en Turquía
El 14 de abril del 2021, se filtraron en redes sociales grabaciones de audio en las que se escucha una discusión entre Arvide y empleados en el consulado de Turquía, las reclamaciones hacen referencia al uso de las instalaciones, horario laboral, vestimenta y funciones "extra". Poco después de hacerse público ella respondió vía Twitter aclarando que el audio fue editado de manera intencional, lo cual no fue comprobado pues el audio mantiene una conversación amaneazante fluida, y argumentó la existencia de 23 denuncias de las faltas del personal, que tampoco fueron comprobadas.

### Acusación de amenaza a mexicana que pidió ayuda tras asalto
En agosto de 2022 recibió acusaciones en su contra realizadas por una pareja de connacionales que acudieron al Consulado pidiendo ser repatriados por el gobierno mexicano, argumentando que se quedaron sin dinero después de presuntamente ser víctimas de un asalto. En redes sociales, la pareja conformada por Cielo Isamar Mojica Ruiz y Roberto Navarro Cervantes declararon ante los medios y Secretaría de Relaciones Exteriores que la Consul les recibió con la frase “Cállate, aquí mando yo” después del asalto. También afirmaron que debido a la falta de atención del Consulado Cielo Isamar tuvo problemas de salud, los cuales le provocaron un aborto.

### "Yo no soy la embajada": acusación por falta de apoyos en Turquía
Tras la negativa a Topos México, la consul fue cuestionada por falta de apoyo a damnificados por los sismos en Turquía. Ella respondió vía Twitter aclarando que ayudó a una ciudadana mexicana en Estambul.

## Obras
- Persistencia nocturna, 1977
- Esta vez de madrugada 1979
- Al final del túnel, 1983
- Los últimos héroes, 1984
- Los papeles del coronel, 1988
- La verdadera historia de Camarena según Hilda Vázquez, 1990
- 23 Diálogos con Gobernadores, 1990
- La decisión presidencial, 1993
- Crónica de una guerra anunciada (sobre el conflicto armado en Chiapas), 1994
- Asunto de familia, 1995
- Muerte en Juárez, 1996
- Rufino, 1997
- La guerra de los espejos, 1998
- La sucesión milenaria, 1999
- El enemigo está en casa, 2006
- Mis Generales, 2012
- Mis Presidentes, 2013
- Entre políticos y rufianes, 2016
- Sí merezco abundancia: crónicas de cinismo e impunidad sobre Karime y otras primeras damas de México, 2017
- La Cárcel del Norte (plataformas digitales), 2019[13]